# La Sèrra (Arieja)
La Sèrra (francès Lasserre) és un municipi francès, situat a la regió d'Occitània, departament de l'Arieja.
El matemàtic Alexandre Grothendieck va anar-hi el 1990 i hi va viure fins que va morir el 2014.